# San Felice sul Panaro
San Felice sul Panaro es un municipio situado en el territorio de la provincia de Módena, en Emilia-Romaña (Italia).

## Historia
La ciudad de San Felice se encuentra cerca del río Panaro y fue fundada durante el Medioevo. 

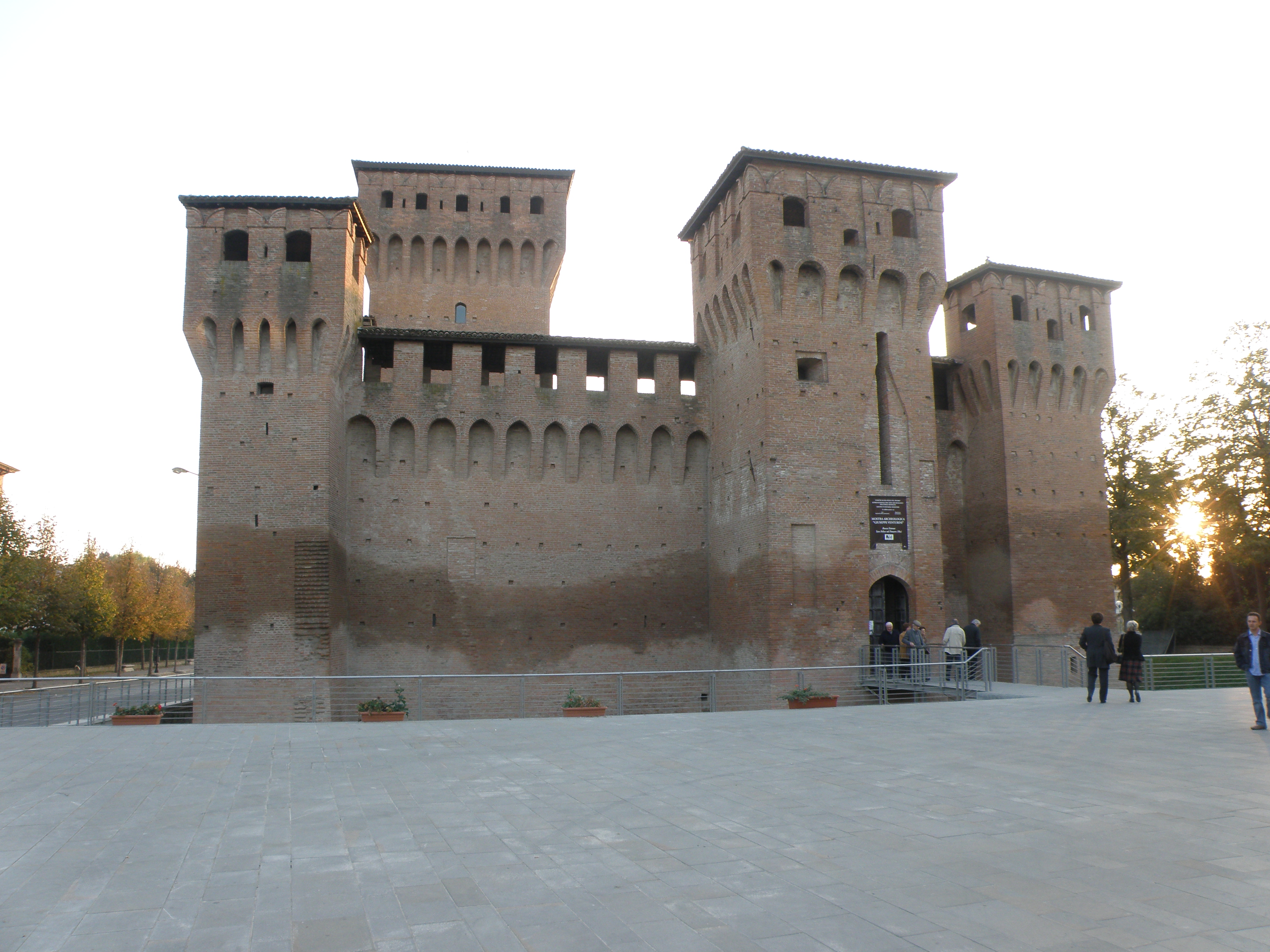
El Castillo de S. Felice sul Panaro

Inicialmente era poblada por pocos centenares de habitantes, pero en el Renacimiento pasó a ser ciudad de frontera del "Ducato di Modena" y fue levantado un castillo (todavía el mayor monumento de la ciudad) como protección del territorio.
San Felice fue favorecido por la Unificación de Italia en el siglo XIX, llegando a tener 10 000 habitantes como centro agrícolo de mucha importancia regional. Antes de la Primera Guerra Mundial se convirtió en centro de ferrocarril, con importante feria agrícola del norte de Italia.
Actualmente la ciudad tiene una economía muy buena, gracias a la industria agro-alimentaria desarrollada después de la Segunda Guerra Mundial. Su población ha pasado los 12.000 habitantes y desde 1990 tiene un aeropuerto privado con escuela de pilotos.

## Demografía
| Gráfica de evolución demográfica de San Felice sul Panaro entre 1861 y 2001 |
|                                                                             |
| Fuente ISTAT - elaboración gráfica de Wikipedia                             |